# Golfo de Tehuantepec
El golfo de Tehuantepec es un amplio golfo del océano Pacífico oriental, localizado al sureste de México, al sur de la región del istmo de Tehuantepec, entre los estados de Oaxaca y Chiapas. Se extiende unos 350 km en dirección E-O y 80 km en dirección N-S. Se consideran como sus puntos extremos, al este, la desembocadura del río Suchiate, Chiapas y al oeste, Puerto Ángel, Oaxaca.
Los accidentes geomorfológicos que se presentan en su litoral, en dirección este-oeste, son la Barra de Cahoacán, Barra de San Simón, Barra de San José El Hueyate, Laguna Chantuto-Panzacola, Laguna Carretas-Pereyra, Laguna La Joya-Buenavista, Laguna del Mar Muerto, Laguna Superior, Laguna Inferior, Bahía La Ventosa, Bahía de Chipehua, Barra de la Cruz y las Bahías de Huatulco. Las poblaciones y centros económicos más importantes son Puerto Chiapas, Boca del Cielo, Puerto Arista, Paredón, Arriaga, Chahuites, San Mateo del Mar, San Francisco del Mar, Juchitán, Salina Cruz, Santa María Huatulco, Unión Hidalgo y Puerto Ángel. Destacan como actividades económicas principales la pesca ribereña y de altura, y en su zona de influencia continental la agricultura, ganadería, turismo, industria y servicios.
El Golfo de Tehuantepec se reconoce como una de las tres zonas del Pacífico Oriental Tropical en América Media con altos niveles de producción primaria, debido a la influencia combinada de su orografía continental y procesos oceanográficos. Los fuertes vientos de descenso durante el invierno (noviembre a febrero) producidos por el gradiente de presión entre el Golfo de México y el Océano Pacífico permiten el desarrollo de fenómenos de mezcla vertical y surgencias en la parte oceánica, favoreciendo una elevada producción pesquera.